# Moto Guzzi V 75-serie

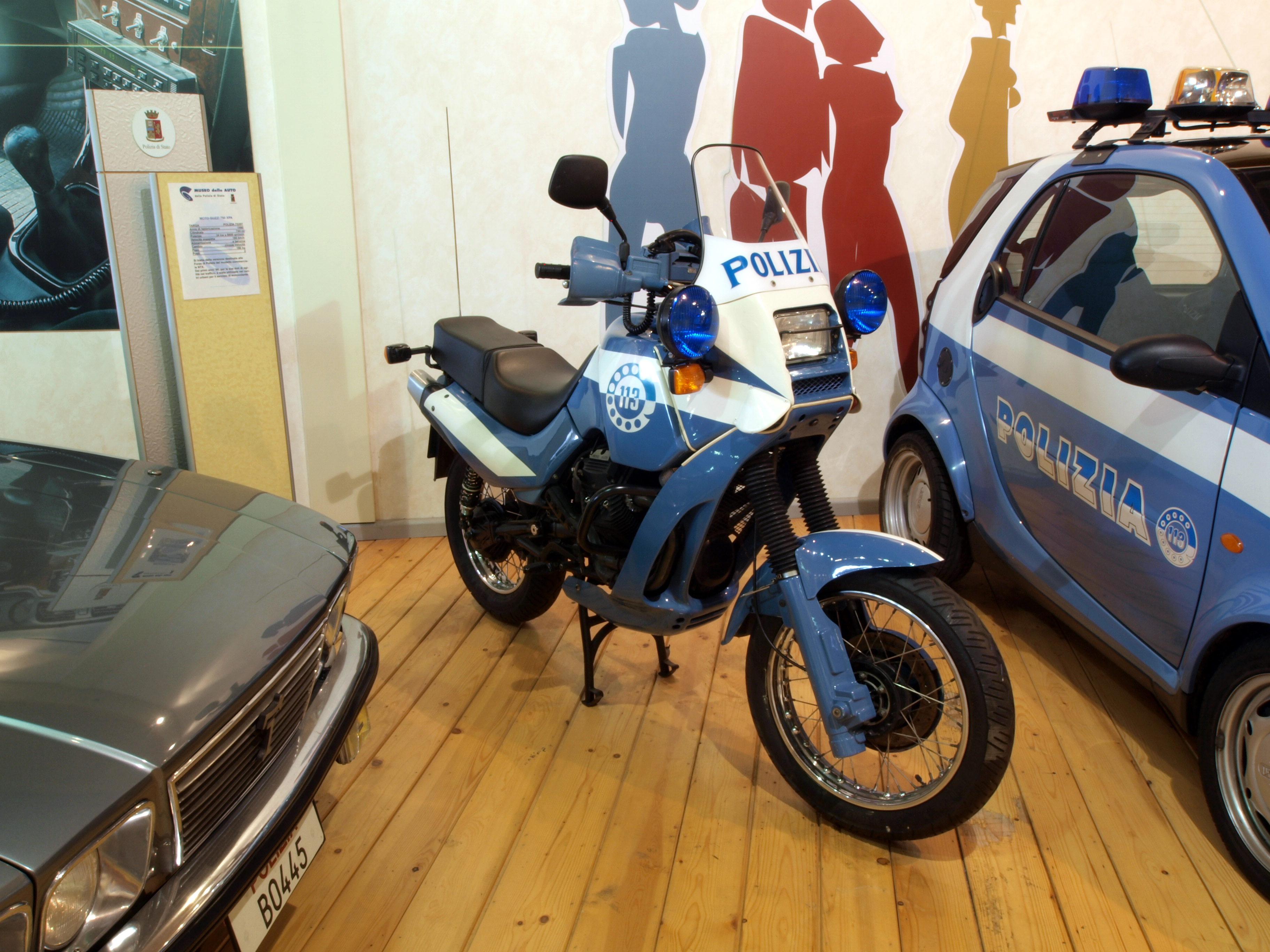
politieversie van de NTX 750

De Moto Guzzi V 75 is een motorfietstype van Moto Guzzi dat in 1986 in productie werd genomen en in de vorm van de Moto Guzzi Nevada 750 in 2012 nog steeds leverbaar was.

## Voorgeschiedenis
Moto Guzzi produceerde al sinds 1967 zware V-twins. In 1977 waren daar twee lichte modellen bij gekomen: de V 35 en de V 50. Rond 1980 gaapte er intussen een vrij groot gat tussen de 500 cc modellen en de 850 cc modellen. Men besloot dit op te lossen door in 1981 een 650 cc V-twin te gaan produceren, de Moto Guzzi V 65. In 1985 waren de 850 cc modellen bijna allemaal vervangen door 1000 cc exemplaren, waardoor het "gat" weer groeide en er behoefte kwam aan een 750 cc model.

## V 75
De V 75 werd gepresenteerd in november 1984, maar door de lange ontwikkelingsperiode kwam hij pas in 1986 voor in de catalogus. Het motorblok was afgeleid van dat van de V 65 Lario, een sportmotor die al vier kleppen per cilinder had. De boring bleef hetzelfde als bij de V65, maar de slag nam iets toe. Het inwendige van de motor bleef grotendeels identiek, alleen de pistonpendiameter nam iets toe vanwege het hogere vermogen. Met de komst van de V 75 waren de "kleine" V-motoren met horizontaal deelbare carters weer op dezelfde cilinderinhoud gekomen van de oorspronkelijke V7-modellen, maar in- en uitwendig waren ze helemaal vernieuwd. Hoewel de V 75 als toermotor in de markt werd gezet, was het een vrij sportieve motorfiets.

### Motor
De motor was een langsgeplaatste 90° V-twin met vier kleppen per cilinder. Die werden echter aan beide kanten nog door twee sets stoterstangen en tuimelaars bediend. In tegenstelling tot de tweekleps kleine twins werden er geen "Heronzuigers" toegepast, dus het blok had dakvormige verbrandingskamers in de cylinderkoppen. Het carter was horizontaal gedeeld. De kleppen werden bediend door stoterstangen en tuimelaars vanaf een enkele nokkenas die boven de krukas lag. De cilinderwanden waren bekleed met Nigusil, een patent van Moto Guzzi en een variant op Nikasil. Het luchtfilterhuis was een grote, langwerpige plastic kast die in de "V" van de cilinders onder de tank lag. De V 75 had een Bosch elektronische ontsteking met een Motoplat regelunit. Op de voorkant van de krukas zat een wisselstroomdynamo.

### Aandrijflijn
De aandrijflijn was vergelijkbaar met die van de V 65 Lario, met een enkele droge plaatkoppeling. Daarachter zat een vijfversnellingsbak. In de rechterarm van de swingarm zat de cardanas.

### Rijwielgedeelte
Net als bij de zware modellen had de V 75 een dubbel wiegframe, maar aan de achterkant maakte het bovenframe een lus omlaag tot boven de versnellingsbak. De versnellingsbak zélf zorgde voor de verbinding met het onderframe, zodat het motorblok een dragend deel van het frame was geworden. De onderste framebuizen waren demontabel om het motorblok te kunnen in- en uitbouwen. Aan de voorkant zat een luchtondersteunde hydraulisch gedempte telescoopvork, de swingarm scharnierde in de versnellingsbak en werd afgeveerd door twee luchtondersteunde schokdempers met buitenliggende schroefveren. De veervoorspanning was in vijf standen verstelbaar. De swingarm was ten opzichte van die van de V 65 Lario iets langer geworden. Aan de voorkant zaten twee remschijven, achter zat één schijf. Dankzij het integraal remsysteem werd de achterschijf samen met een van de voorschijven door het rempedaal bediend. Het voorwiel was een 16 inch exemplaar, het achterwiel mat 18 inch. Rond de koplamp zat een klein stuurkuipje.

## 750 Duna (V 75 Duna)
De 750 Duna (ook wel V 75 Duna genoemd) werd gepresenteerd tijdens de show van Milaan in november 1985, tegelijk met de V 65 Baia. De Duna had de achtkleps 750 cc motor en was een serieuze enduromotor, met een grote tank en terreinbanden. Voor het eerst werd het Double Link achterveersysteem toegepast, waarbij twee schokdempers horizontaal onder het zadel verborgen zaten die via een linksysteem voor de achtervering zorgden. De machine kwam echter nooit op de markt; het bleef bij een prototype.

## V 75 Paris-Dakar
Op verzoek van de Franse importeur prepareerde Moto Guzzi een V 75 voor de Dakar-rally van 1986. De machine leverde iets minder vermogen: 62 pk. Het frame was verstevigd en voorvork kwam van Marzocchi terwijl de gasondersteunde achterschokdempers van Öhlins kwamen. De topsnelheid was 170 km/h. De machine startte inderdaad in de wedstrijd van 1986, maar door een crash in een van de eerste etappes kwam aan het experiment een einde.

## NTX 750
De NTX 750 was een zware allroad die ook al in 1986 op de markt kwam. Dit model had een aangepaste motor met slechts twee kleppen per cilinder (de “achtkleps” motoren zouden niet meer gebruikt worden). Hij had een volledige stroomlijnkuip waardoor hij een “Dakar”-uiterlijk kreeg. De schijfrem in het voorwiel was ingekapseld. Er waren Akront velgen toegepast en de remmen waren apart te bedienen, dus zonder het integrale remsysteem. De NTX 750 mocht vanwege zijn plastic benzinetank niet overal verkocht worden.

## Targa 750
Hoewel de Targa 750 uit 1989 er zeer sportief uitzag was het eigenlijk een “allegaartje”, samengesteld uit onderdelen van verschillende andere typen: het rijwielgedeelte van de V 65 Lario, de tweeklepsmotor van de NTX 750 en het ontwerp van de Le Mans 1000. Heel opmerkelijk was het beperkte vermogen, veroorzaakt doordat de motor van de NTX 750 was gebruikt, die ook nog iets was “geknepen”. Daardoor bleef er van de sportieve aspiraties weinig over.

## 750 SP
De 750 SP was meer toeristisch vormgegeven, maar had nog steeds de 48 pk motor van de Targa 750. De toerkuip was afgeleid van de volledige kuip van de 1000 SP III, maar met heel korte lowers, zodat eigenlijk alleen een tophalf overbleef. Toch was de 750 een "kleine" 1000 SP III en de machine werd dan ook geleverd met een kofferset.

## 750 Strada
Zoals de 750 SP een kleinere versie van de 1000 SP III was, was de 750 Strada een kleine 1000 Strada. Toch was de constructie helemaal anders, want de 750 Strada had het "open" frame waarin de motor/versnellingsbak als dragend deel was opgenomen, terwijl de 1000 cc modellen een gesloten dubbel wiegframe hadden. Motorisch was de Strada gelijk aan de 750 SP, dus met de eenvoudige tweekleps V-twin. Het was een bijzonder eenvoudige, kale motorfiets zonder enige opsmuk.

## Technische gegevens
| Moto Guzzi               | V 75                                        | 750 Duna                                  | V 75 Paris-Dakar                          | NTX 750                                     | Targa 750                                   | 750 SP                                      | 750 Strada                                  |                     |
| ------------------------ | ------------------------------------------- | ----------------------------------------- | ----------------------------------------- | ------------------------------------------- | ------------------------------------------- | ------------------------------------------- | ------------------------------------------- | ------------------- |
| Periode                  | 1986-1987                                   | 1985                                      | 1986                                      | 1986-1989                                   | 1989-1993                                   | 1990-1993                                   | 1994-1995                                   |                     |
| Categorie                | toermotor                                   | prototype                                 | enduromotor                               | allroad                                     | sportmotor                                  | toermotor                                   | toermotor                                   |                     |
| Motortype                | kopklepmotor met acht kleppen               | kopklepmotor met acht kleppen             | kopklepmotor met acht kleppen             | kopklepmotor met vier kleppen               | kopklepmotor met vier kleppen               | kopklepmotor met vier kleppen               | kopklepmotor met vier kleppen               |                     |
| Bouwwijze                | langsgeplaatste 90° V-twin                  | langsgeplaatste 90° V-twin                | langsgeplaatste 90° V-twin                | langsgeplaatste 90° V-twin                  | langsgeplaatste 90° V-twin                  | langsgeplaatste 90° V-twin                  | langsgeplaatste 90° V-twin                  |                     |
| Cilinder                 | aluminium                                   | aluminium                                 | aluminium                                 | aluminium                                   | aluminium                                   | aluminium                                   | aluminium                                   |                     |
| Cilinderkop              | aluminium                                   | aluminium                                 | aluminium                                 | aluminium                                   | aluminium                                   | aluminium                                   | aluminium                                   |                     |
| Klepbediening            | stoterstangen en tuimelaars                 | stoterstangen en tuimelaars               | stoterstangen en tuimelaars               | stoterstangen en tuimelaars                 | stoterstangen en tuimelaars                 | stoterstangen en tuimelaars                 | stoterstangen en tuimelaars                 |                     |
| Carburateurs (Dell'Orto) | PHBH 30                                     | PHBH 30                                   | PHBH 30                                   | PHBH 30                                     | PHBH 30                                     | PHBH 30                                     | PHBH 30                                     |                     |
| Ontsteking               | elektronisch                                | elektronisch                              | elektronisch                              | elektronisch                                | elektronisch                                | elektronisch                                | elektronisch                                |                     |
| boring                   | 80 mm                                       | 80 mm                                     | 80 mm                                     | 80 mm                                       | 80 mm                                       | 80 mm                                       | 80 mm                                       |                     |
| slag                     | 74 mm                                       | 74 mm                                     | 74 mm                                     | 74 mm                                       | 74 mm                                       | 74 mm                                       | 74 mm                                       |                     |
| Cilinderinhoud           | 743,9 cc                                    | 743,9 cc                                  | 743,9 cc                                  | 743,9 cc                                    | 743,9 cc                                    | 743,9 cc                                    | 743,9 cc                                    |                     |
| Smeersysteem             | wet-sump                                    | wet-sump                                  | wet-sump                                  | wet-sump                                    | wet-sump                                    | wet-sump                                    | wet-sump                                    |                     |
| Compressieverhouding     | 10:1                                        | 10:1                                      | onbekend                                  | 9,7:1                                       | 9,7:1                                       | 9,7:1                                       | 9,7:1                                       |                     |
| Max. Vermogen            | 65 pk bij 7.200 tpm                         | 65 pk bij 7.200 tpm                       | 62 pk bij 7.100 tpm                       | 52 pk bij 6.600 tpm                         | 46 pk bij 6.600 tpm                         | 46 pk bij 6.600 tpm                         | 48 pk bij 6.600 tpm                         | 48 pk bij 6.600 tpm |
| Topsnelheid              | 190 km/h                                    | onbekend                                  | 170 km/h                                  | 165 km/h                                    | 177 km/h                                    | 170 km/h                                    | 180 km/h                                    |                     |
| Primaire aandrijving     | rechtstreeks                                | rechtstreeks                              | rechtstreeks                              | rechtstreeks                                | rechtstreeks                                | rechtstreeks                                | rechtstreeks                                |                     |
| Koppeling                | enkelvoudige droge plaatkoppeling           | enkelvoudige droge plaatkoppeling         | enkelvoudige droge plaatkoppeling         | enkelvoudige droge plaatkoppeling           | enkelvoudige droge plaatkoppeling           | enkelvoudige droge plaatkoppeling           | enkelvoudige droge plaatkoppeling           |                     |
| Versnellingen            | 5 voetgeschakeld                            | 5 voetgeschakeld                          | 5 voetgeschakeld                          | 5 voetgeschakeld                            | 5 voetgeschakeld                            | 5 voetgeschakeld                            | 5 voetgeschakeld                            |                     |
| Secundaire aandrijving   | cardan                                      | cardan                                    | cardan                                    | cardan                                      | cardan                                      | cardan                                      | cardan                                      |                     |
| frame                    | dubbel wiegframe met dragende motor         | dubbel wiegframe met dragende motor       | dubbel wiegframe met dragende motor       | dubbel wiegframe met dragende motor         | dubbel wiegframe met dragende motor         | dubbel wiegframe met dragende motor         | dubbel wiegframe met dragende motor         |                     |
| Wielbasis                | 1470 mm                                     | 1480 mm                                   | 1480 mm                                   | 1480 mm                                     | 1480 mm                                     | 1480 mm                                     | 1480 mm                                     |                     |
| Vering vóór              | luchtondersteunde telescoopvork             | Marzocchi telescoopvork                   | Marzocchi telescoopvork                   | Marzocchi telescoopvork                     | luchtondersteunde telescoopvork             | luchtondersteunde telescoopvork             | luchtondersteunde telescoopvork             |                     |
| Vering achter            | luchtondersteunde hydraulische schokdempers | Double Link                               | Öhlins gasdempers                         | luchtondersteunde hydraulische schokdempers | luchtondersteunde hydraulische schokdempers | luchtondersteunde hydraulische schokdempers | luchtondersteunde hydraulische schokdempers |                     |
| Banden                   | vóór 100/90 × 16", achter 120/80 × 18"      | onbekend                                  | vóór 90/90 × 21”, achter 140/80 × 17”     | vóór 3,00 × 21”, achter 4,00 × 18”          | vóór 100/90 × 18”, achter 120/80 × 18”      | vóór 100/90 × 18”, achter 120/80 × 18”      | vóór 100/90 × 18”, achter 120/80 × 18”      |                     |
| Rem(men)                 | schijfremmen rondom, integraal remsysteem   | schijfremmen rondom, integraal remsysteem | schijfremmen rondom, integraal remsysteem | schijfremmen rondom, integraal remsysteem   | schijfremmen rondom, integraal remsysteem   | schijfremmen rondom, integraal remsysteem   | schijfremmen rondom, integraal remsysteem   |                     |
| Gewicht                  | 187 kg                                      | onbekend                                  | onbekend                                  | 180 kg                                      | 180 kg                                      | 185 kg                                      | 180 kg                                      |                     |
| Tankinhoud               | 17 liter                                    | 40 liter                                  | 40 liter                                  | 30 liter                                    | 18 liter                                    | 22,5 liter                                  | onbekend                                    |                     |
| Voorganger               | geen                                        | geen                                      | V 75 Paris-Dakar                          | geen                                        | V 75                                        | geen                                        | geen                                        |                     |
| Opvolger                 | V 75 SP                                     | geen                                      | geen                                      | geen                                        | geen                                        | geen                                        | geen                                        |                     |